# Prinsessen og de skøre riddere
Prinsessen og de skøre riddere (originaltitel The Princess Bride) er en amerikansk film fra 1987 og den blev instrueret af Rob Reiner.

## Medvirkende
- Cary Elwes som Westley
- Mandy Patinkin som Inigo Montoya
- Chris Sarandon som Humperdinck
- Christopher Guest som Tyrone Rugen
- Wallace Shawn som Vizzini
- André the Giant som Fezzik
- Fred Savage som Barnebarn
- Robin Wright Penn som Buttercup
- Peter Falk som Bedstefar
- Peter Cook som Sekretær
- Mel Smith som Albino
- Billy Crystal som Miracle Max